# Uranotungstita
La uranotungstita és un mineral de la classe dels sulfats. Rep el seu nom de la seva composició: urani i tungstè (wolframi).

## Característiques
La uranotungstita és un sulfat aprovat com a espècie vàlida per l'Associació Mineralògica Internacional l'any 1984. L'any 2022 es publicar un article on la fórmula química d'aquesta espècie es revisava en funció de la determinació de la seva estructura cristal·lina. A partir d'aquestes dades, recollides sobre el material tipus, es demostra que l'espècie no és Fe2+-dominant, com a la descripció original, sinó Ba-dominant. En conseqüència, i d'acord amb les noves dades químiques i estructurals obtingudes sobre aquest mineral, la fórmula de es modifica de (Fe2+,Ba,Pb)(UO₂)₂(WO₄)(OH)₄·12H₂O a Ba(UO₂)₂W₂O₈(OH)₂⋅H₂O. Cristal·litza en el sistema ortoròmbic, tot i que podria ser monoclínica. La seva duresa a l'escala de Mohs és 2.
Segons la classificació de Nickel-Strunz, la uranotungstita pertany a «07.HB - Urani i uranil molibdats i wolframats, Amb U6+» juntament amb els següents minerals: calcurmolita i tengchongita.

## Formació i jaciments
És un mineral secundari rar format en dipòsits de metalls polimetàl·lics base. Sol trobar-se associada a altres minerals com: metauranocircita, metaheinrichita, bergenita, metatorbernita, metazeunerita, schoepita i quars. Va ser descoberta l'any 1984, i descrita arran de material provinent de dues localitats de l'estat alemany de Baden-Württemberg: el dipòsit d'urani de la vall de Krunkelbach (Menzenschwand, Selva Negra), i la mina Clara, a la vall de Rankach (Oberwolfach, Wolfach). També ha estat descrita a la mina Les Montmins, a Échassières (Auvergne, França) i a Erongo (Namíbia).